# Матч всех звёзд Единой лиги ВТБ 2021
Матч всех звёзд Единой лиги ВТБ 2021 — показательная баскетбольная игра, которая была проведена в Москве во дворце спорта «ВТБ Арена» 14 февраля 2021 года. Эта игра стала пятым матчем всех звёзд в истории Единой лиги ВТБ. Помимо самой главной игры, в которой встретились команды «Звезд России» и «Звезд Мира», были проведены матч знаменитостей, игра молодых звёзд, конкурсы по броскам сверху и состязание 3-очковых бросков.

## Игра
В матче встречались игроки, выступающие в турнире Единой лиги ВТБ 2020/21: россияне («Звезды России») и легионеры («Звезды Мира»). Составы команд определялись голосованием болельщиков и анкетированием СМИ, в котором приняли участия 23 издания. Составы команд формировались в соответствии со следующими правилами:
- Каждая команда должна состоять из 12 игроков — 6 игроков задней линии и 6 представителей передней;
- В каждой команде есть 2 wild card-места от Лиги;
- В каждой команде не должно быть более 2 игроков из одного клуба (без учёта wild card).

Главным тренером команды «Звезды России» был выбран тренер клуба «Локомотив-Кубань» Евгений Пашутин, а главным тренером команды «Звезды Мира» — тренер команды «Зенит» Хавьер Паскуаль, которые и выбирали стартовые пятёрки своих команд из списка игроков.

### Составы
| Поз.                        | Игрок               | Команда          | Всего голосов |              |
| Задняя линия                | Задняя линия        | Задняя линия     | Задняя линия  | Задняя линия |
| --------------------------- | ------------------- | ---------------- | ------------- | ------------ |
| АЗ                          | Алексей Швед        | Химки            | 22            |              |
| АЗ                          | Никита Михайловский | Автодор          | 22            |              |
| АЗ                          | Михаил Кулагин      | Енисей           | 20            |              |
| РЗ                          | Вячеслав Зайцев     | Химки            | 14            |              |
| АЗ                          | Евгений Бабурин     | Нижний Новгород  | 14            |              |
| Передняя линия              |                     |                  |               |              |
| ТФ                          | Джоэль Боломбой     | ЦСКА             | 22            |              |
| ЛФ                          | Антон Астапкович    | Нижний Новгород  | 21            |              |
| Ф                           | Никита Курбанов     | ЦСКА             | 20            |              |
| ТФ                          | Андрей Зубков       | Зенит            | 10            |              |
| ТФ                          | Станислав Ильницкий | Локомотив-Кубань | 18            |              |
| Wild-Card                   |                     |                  |               |              |
| АЗ                          | Виталий Фридзон     | Зенит            | 10            |              |
| ТФ                          | Семён Антонов       | ЦСКА             | —             |              |
| Гл. тренер: Евгений Пашутин |                     |                  |               |              |

| Поз.                        | Игрок                | Команда          | Всего голосов |              |
| Задняя линия                | Задняя линия         | Задняя линия     | Задняя линия  | Задняя линия |
| --------------------------- | -------------------- | ---------------- | ------------- | ------------ |
| РЗ                          | Айзея Канаан         | УНИКС            | 16            |              |
| РЗ                          | Мантас Калниетис     | Локомотив-Кубань | 11            |              |
| РЗ                          | Кевин Пангос         | Зенит            | 11            |              |
| АЗ                          | Адас Юшкявичюс       | Парма            | 10            |              |
| РЗ                          | Майк Джеймс2INJ      | ЦСКА             | 9             |              |
| РЗ                          | Нейт Мейсон2REP      | Автодор          | 3             |              |
| Передняя линия              |                      |                  |               |              |
| ТФ                          | Джордан Мики         | Химки            | 17            |              |
| ТФ                          | Торнике Шенгелия1INJ | ЦСКА             | 13            |              |
| Ц                           | Дастин Хог1REP       | Енисей           | 6             |              |
| ЛФ                          | Матеуш Понитка       | Зенит            | 11            |              |
| ЛФ                          | Миндаугас Кузминскас | Локомотив-Кубань | 10            |              |
| ТФ                          | Дрю Гордон           | Локомотив-Кубань | 9             |              |
| Wild-Card                   |                      |                  |               |              |
| АЗ                          | Джамар Смит          | УНИКС            | 7             |              |
| РЗ                          | Маркус Кин           | Калев            | 6             |              |
| Гл. тренер: Хавьер Паскуаль |                      |                  |               |              |

↑  Торнике Шенгелия пропустил матч из-за травмы.

↑  Дастин Хог заменил Торнике Шенгелию.

↑  Майк Джеймс пропустил матч по личным причинам.

↑  Нейт Мейсон заменил Майка Джеймса. 

### Матч
| 14 февраля 2021 18:00 | Протокол | Звёзды России              | 183:162  | Звёзды Мира         | ВТБ Арена, Москва Зрителей: 4000 Судьи: Марчин Ковальски Алексей Давыдов Станислав Валеев |
| 14 февраля 2021 18:00 | Протокол | 48:47, 46:43, 40:38, 49:34 |          |                     | ВТБ Арена, Москва Зрителей: 4000 Судьи: Марчин Ковальски Алексей Давыдов Станислав Валеев |
| 14 февраля 2021 18:00 | Протокол | Виталий Фридзон 57         | Очки     | Джордан Мики 30     | ВТБ Арена, Москва Зрителей: 4000 Судьи: Марчин Ковальски Алексей Давыдов Станислав Валеев |
| 14 февраля 2021 18:00 | Протокол | Андрей Зубков 9            | Подборы  | Нейт Мейсон 6       | ВТБ Арена, Москва Зрителей: 4000 Судьи: Марчин Ковальски Алексей Давыдов Станислав Валеев |
| 14 февраля 2021 18:00 | Протокол | Вячеслав Зайцев 14         | Передачи | Мантас Калниетис 10 | ВТБ Арена, Москва Зрителей: 4000 Судьи: Марчин Ковальски Алексей Давыдов Станислав Валеев |

Самым ценным игроком матча был признан Виталий Фридзон, который набрал 57 очков, сделал 5 подборов и отдал 4 передачи. Он забил 16 трехочковых бросков.

## Конкурс трёхочковых бросков
В конкурсе трёхочковых бросков участвуют представители команд Единой лиги ВТБ в сезоне-2020/21.
| Поз. | Игрок          | Команда          | Рост   | Вес   | %     |
| ---- | -------------- | ---------------- | ------ | ----- | ----- |
| АЗ   | Артём Комолов  | Нижний Новгород  | 193 см | 93 кг | 49,4% |
| АЗ   | Михаил Кулагин | Локомотив-Кубань | 191 см | 87 кг | 41,0% |
| РЗ   | Айзея Канаан   | УНИКС            | 183 см | 91 кг | 44,1% |
| АЗ   | Джеремайя Хилл | Астана           | 188 см | 77 кг | 36,0% |

### Финальный раунд
| Поз. | Игрок          | Команда         | Счёт |
| ---- | -------------- | --------------- | ---- |
| АЗ   | Артём Комолов  | Нижний Новгород | 16   |
| АЗ   | Джеремайя Хилл | Астана          | 13   |

Победителем конкурса стал Артём Комолов.

## Конкурс слэм-данков
В конкурсе  по броскам сверху участвуют представители команд Единой лиги ВТБ в сезоне-2020/21.
| Поз. | Игрок              | Команда     | Рост   | Вес    |
| ---- | ------------------ | ----------- | ------ | ------ |
| ЛФ   | Джон Браун1СINJ    | УНИКС       | 203 см | 98 кг  |
| ТФ   | Дерек Кук          | Цмоки-Минск | 206 см | 100 кг |
| АЗ   | Александр Петенёв  | Автодор     | 197 см | 86 кг  |
| АЗ   | Тайс Бэттл         | Енисей      | 198 см | 95 кг  |
| ЛФ   | Игорь Вольхин1СREP | Зенит       | 199 см | 87 кг  |

↑  Джон Браун пропустил конкурс из-за травмы.

↑  Игорь Вольхин заменил Джона Брауна. 
В финале конкурса Тайс Бэттл по оценкам жюри победил Александра Петенёва.